# STS-129
La misión STS-129 consistió en desplazarse hacia la estación espacial internacional mediante el transbordador espacial Atlantis. Su lanzamiento fue el 16 de noviembre de 2009. La misión instaló los componentes de repuesto en escena fuera de la estación, lo que incluyó tres exitosos paseos espaciales. La duración total  fue de 10 días. La realización de esta misión deja a sólo cinco misiones para el reemplazo de los Transbordadores.

## Tripulación
- Charles O. Hobaugh (3) -  Comandante
- Barry E. Wilmore (1) -  Piloto
- Michael Foreman (2) -  Especialista 1 de misión
- Randolph Bresnik (1) -  Especialista 2 de misión
- Leland D. Melvin (2) -  Especialista 3 de misión
- Robert Satcher (1) -  Especialista 4 de misión

### Traída de la ISSExpedición 20-21
- Nicole Stott (1) - Ingeniera de vuelo 2

## Carga útil de la misión
La principal carga útil del STS-129 fue el Portador de logística express (ELC1) y el ELC2 para la instalación de dos giroscopios de repuesto, dos ensamblajes de tanques de oxígeno, un recambio de enclavamiento efector final para el brazo robótico de la estación y un tanque de gas a alta presión.